# Scomberomorus lineolatus
Scomberomorus lineolatus és una espècie de peix de la família dels escòmbrids i de l'ordre dels perciformes.

## Morfologia
Els mascles poden assolir els 80 cm de longitud total.

## Distribució geogràfica
Es troba a la costa occidental de l'Índia i Sri Lanka fins a Tailàndia, Malàisia i Java.